# Salix linearistipularis
Salix linearistipularis är en videväxtart som beskrevs av Kin Shen Hao. Salix linearistipularis ingår i släktet viden, och familjen videväxter. Inga underarter finns listade i Catalogue of Life.